# Zgornji Motnik
Zgornji Motnik je naselje v Občini Kamnik.